# 4015 Wilson–Harrington
A 4015 Wilson–Harrington (ideiglenes jelöléssel 1979 VA) egy földközeli kisbolygó. Eleanor F. Helin fedezte fel 1979. november 15-én.